# Antoine Fonck
Antoine Adolphe Fonck (Verviers, 10 januari 1893 – Thimister, 4 augustus 1914) was het eerste Belgische slachtoffer van de Eerste Wereldoorlog. Hij werd voorafgegaan door de Duitser Albert Mayer en de Fransman Jules-André Peugeot, die twee dagen eerder waren gesneuveld in een incident vóór het eigenlijke uitbreken van de oorlog.  

## Leven
Hij werd snel wees, werd opgevoed door zijn grootmoeder. Toen hij klaar was met school, vond hij een baan als winkelier in de Grand Bazar in Luik.
In 1911 nam hij voor drie jaar dienst in het Belgische leger als cavalerist in het 2de regiment lansiers. Hij verliet het leger in mei 1914.
Op 2 augustus 1914 kreeg het 2de regiment lansiers de opdracht de kazerne te verlaten om zich in zijn mobilisatiekantons in Milmort te vestigen, waar het grensbewaking moest uitvoeren.
Op 4 augustus werd het 1ste eskadron naar Henri-Chapelle gestuurd nabij de splitsing van wegen Battice–Henri-Chapelle en Battice–Aubel. Een patrouille van vier lansiers, onder wie Antoine Fonck, en een officier staken de weg over naar Margensault en vernamen van de bewoners vijandelijke bewegingen. Op de weg van Stockis naar Battice nam de lansier Fonck de leiding en verwijderde hij zich van de groep. Op de brug over de spoorlijn ontmoette de ruiter de directeur van de mijn van Battice en een mijnwerker die de brug was komen opblazen. Hij vervolgde zijn weg naar Henri-Chapelle. Aangekomen bij de boerderij van Bolsée wees een boer hem op een "grijsachtige" groep. Hij ging verder en, nadat hij de Pruisische soldaten had herkend, steeg hij af, bond zijn paard aan een barrière vast, nam zijn geweer op zijn schouders en vuurde op de groep van vijf of zes naderende soldaten. Een vijandelijke soldaat viel en de groep verspreidde zich. De lansier Fonck ging terug op zijn paard en hervatte zijn voortgang, maar de soldaten van het 5de regiment Ulanen verzamelden zich en wierpen zich als één tegen de aanval. Foncks paard werd onder hem gedood. Nadat hij zich ervan had bevrijd, vluchtte hij langs de greppel in de weg, stak de weg over in de veronderstelling dat de brug was verwoest en klom toen de berm over om de heg over te steken. Vervolgens viel hij om 10.00 uur dodelijk in de nek geschoten op een plaats genaamd La Croix Polinard.
Zijn stoffelijk overschot werd een paar uur later door bewoners teruggebracht naar het gemeentehuis. Hij is begraven op 6 augustus 1914 op de gemeentelijke begraafplaats.

## Galerij

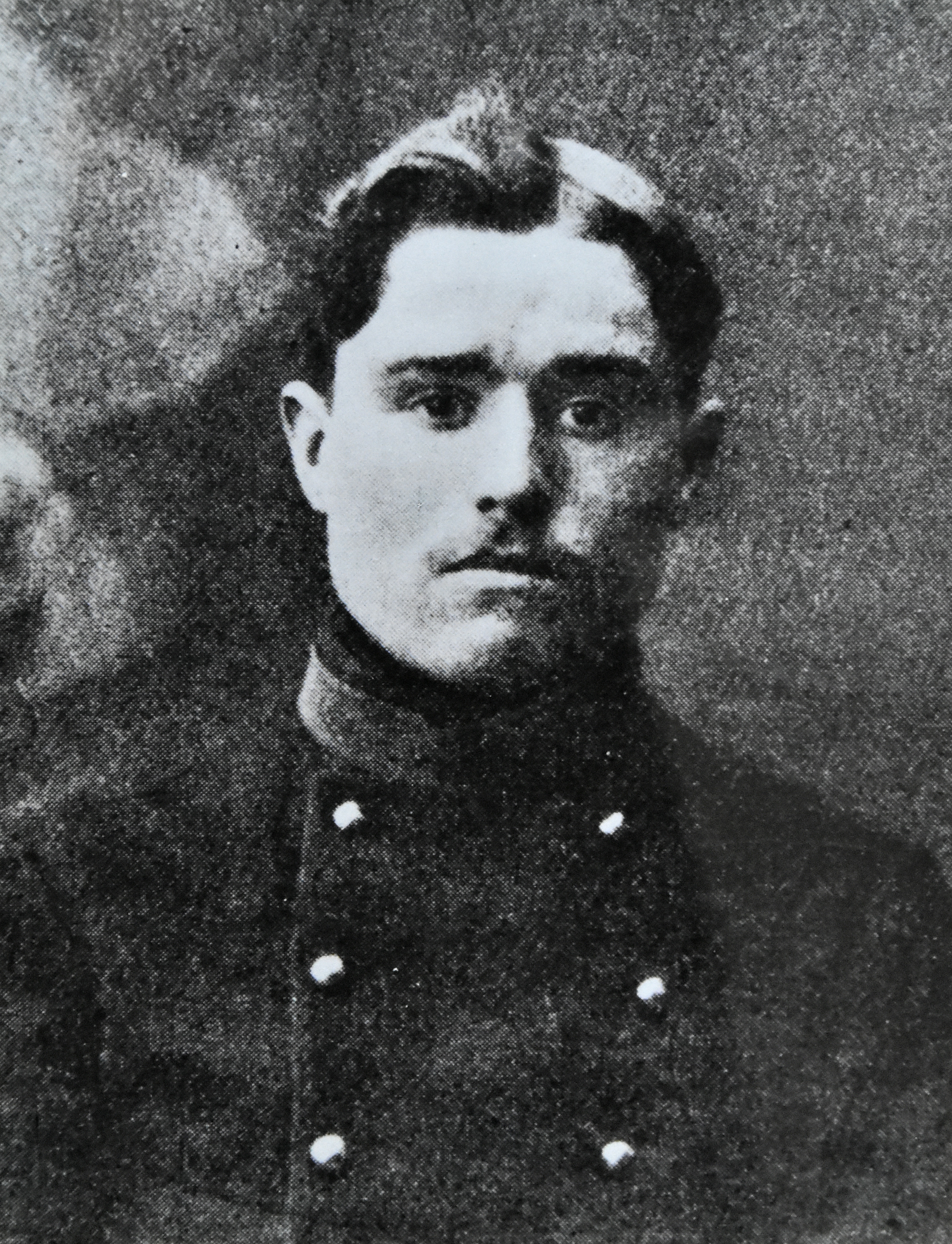
Foto van Antoine Fonck in het Museum Cabour WOII & 2/4 Lansiers